# Ismail Tiliwaldi
Ismail Tiliwaldi (Uyghur: ئىسمائىل تىلىۋالدى, Исма'ил Тиливалди‎; sinh tháng 11 năm 1944) là chính khách nước Cộng hòa Nhân dân Trung Hoa, người Duy Ngô Nhĩ. Ông là Chủ tịch Khu tự trị Duy Ngô Nhĩ Tân Cương, người đứng đầu chính phủ Tân Cương từ 2003 đến năm 2007 và Phó Ủy viên trưởng Ủy ban Thường vụ Đại hội Đại biểu Nhân dân Toàn quốc từ năm 2008 đến năm 2013.

## Tiểu sử
Tiliwaldi là người dân tộc Duy Ngô Nhĩ, ông bắt đầu làm việc năm 1967 và gia nhập Đảng Cộng sản Trung Quốc vào tháng 5 năm 1973. Năm 1967, Tiliwaldi tốt nghiệp Đại học Tân Cương với bằng cấp về toán học.
Trong Cách mạng Văn hóa, Tiliwaldi được đưa tới vùng nông thôn để "tái giáo dục". Sau đó, ông làm thông dịch viên tại một trạm máy kéo của công xã địa phương. Năm 1973, ông tìm được công việc ở Ban Tổ chức Huyện ủy Sơ Phụ. Ông học tại Trường Đảng Trung ương vào đầu những năm 1980, có vẻ là tự chuẩn bị cho chức vụ cao hơn.
Ông đảm nhiệm vị trí Phó Trưởng phòng Nhân sự rồi Trưởng phòng Nhân sự của Cơ quan hành chính Địa khu Kashgar, Phó Chuyên viên Cơ quan hành chính Địa khu Kashgar, Phó Bí thư Địa ủy Kashgar kiêm Chuyên viên Cơ quan hành chí Địa khu Kashgar.
Bắt đầu từ năm 1993, Tiliwaldi giữ chức vụ Tổng Thư ký Chính phủ nhân dân Khu tự trị Duy Ngô Nhĩ Tân Cương, Phó Chính ủy Binh đoàn sản xuất và xây dựng Tân Cương. Năm 1998, Tiliwaldi được bầu làm Ủy viên Ban Thường vụ Khu ủy Khu tự trị Duy Ngô Nhĩ Tân Cương và nhậm chức Phó Bí thư Ủy ban Chính trị Pháp luật Khu ủy Khu tự trị Duy Ngô Nhĩ Tân Cương.
Tháng 1 năm 2003, ông được bầu làm Chủ tịch Chính phủ nhân dân Khu tự trị Duy Ngô Nhĩ Tân Cương tại hội nghị lần thứ nhất của Đại hội đại biểu nhân dân khóa X Khu tự trị Duy Ngô Nhĩ Tân Cương.
Ông là Ủy viên dự khuyết Ủy ban Trung ương Đảng Cộng sản Trung Quốc khóa XVI và Ủy viên chính thức Ủy ban Trung ương khóa XVII.